# MetaCyc
MetaCyc는 대사 경로 및 효소에 대한 현재 사용가능한 가장 큰 데이터베이스 중 하나이다. 데이터베이스의 데이터는 과학 문헌으로부터 수동으로 선별되며, 생물의 모든 역을 다룬다. MetaCyc는 화합물, 반응, 대사 경로, 효소에 대한 광범위한 정보를 가지고 있다. 데이터는 58,000개 이상의 출판물로부터 선별되었다.

## 같이 보기
- 효소